# 우송학원 (대전)
우송학원(又松學園)은 대한민국의 학교법인이다.

## 연혁
- 1954년: 재단법인 동아학원 설립, 대전상업고등학교(현 우송고등학교) 설립, 대전동중학교(현 우송중학교) 설립
- 1963년: 우송정보대학 설립(구 대전실업전문대학), 우송공업대학 설립(구 중경공업전문대학)
- 1964년: 학교법인 동아학원으로 법인조직 변경
- 1973년: 서대전고등학교 설립
- 1982년: 동아유치원 설립
- 1994년: 서대전고등학교 이전(대전 중구 용두동→대전 서구 월평동)
- 1995년: 우송대학교 설립
- 1998년 3월 2일:'대전상업고등학교'를 우송고등학교로 교명 변경
- 1999년: 학교법인 우송학원으로  변경
- 2003년 3월 2일: '대전동중학교'를 우송중학교로 교명 변경
- 2006년 6월 30일: 우송중학교, 우송고등학교, 서대전고등학교를 '학교법인 대전우송학원'으로 분리
- 2008년: 우송대학교와 우송공업대학을 우송대학교로 분할 통폐합

## 같이 보기
- 동아연필 : 우송학원의 모태가 된 기업이다.
- 우송대학교
- 우송정보대학
- 우송중학교
- 우송고등학교
- 서대전고등학교